# Burunkaya, Dinar
Burunkaya là một xã thuộc huyện Dinar, tỉnh Afyonkarahisar, Thổ Nhĩ Kỳ. Dân số thời điểm năm 2011 là 191 người.